# ヴォルフガング・ヴィルヘルム (プファルツ＝ノイブルク公)
ヴォルフガング・ヴィルヘルム（Wolfgang Wilhelm, 1578年11月4日 - 1653年3月20日）は、プファルツ＝ノイブルク公（在位：1614年 - 1653年）、ユーリヒ＝ベルク公（在位：同）。フィリップ・ルートヴィヒとユーリヒ＝クレーフェ＝ベルク公ヴィルヘルム5世の娘アンナの長男。プファルツ＝ズルツバッハ公アウグスト、プファルツ＝ズルツバッハ＝ヒルポルトシュタイン公ヨハン・フリードリヒの兄。
1614年に父が死去、2人の弟と領土を分割し、プファルツ＝ノイブルク公領とユーリヒ＝ベルク公領を相続した。1615年、金羊毛騎士団員に選ばれた。三十年戦争が勃発した時はカトリックだったが、中立を貫き領土の侵略を防いだ。1636年、宮廷をデュッセルドルフに移した。

## 子女
1613年、バイエルン公ヴィルヘルム5世の娘マグダレーネ（1587年 - 1628年）と結婚、1子を儲けた。
- フィリップ・ヴィルヘルム（1615年 - 1690年） - プファルツ＝ノイブルク公、のちにプファルツ選帝侯となる。

1631年、従弟に当たるプファルツ＝ツヴァイブリュッケン＝フェルデンツ公ヨハン2世の娘カタリーナ（1615年 - 1651年）と再婚、2子を儲けたが夭折した。
- フェルディナント・フィリップ（1633年 - 1634年）
- エレオノーレ・フランツィスカ（1634年）

1651年、マリア・フランツィスカ・フォン・フュルステンベルク＝ハイリゲンベルク（1633年 - 1702年）と再婚、子は無かった。